# Ivan Oršanić
Ivan Oršanić (ur. 2 lipca 1904 w Županji, zm. 17 grudnia 1968 w Buenos Aires) – chorwacki polityk, publicysta i nauczyciel.

## Życiorys
Brat Ante Oršanicia. Studia odbył na Wydziale Filozoficznym Uniwersytetu w Belgradzie. Pracował jako nauczyciel matematyki i fizyki w jednym z zagrzebskich liceów. 
Działał w katolickiej organizacji Hrvatski orlovski savez, będąc jej sekretarzem. W 1937 roku został redaktorem naczelnym czasopisma Hrvatska smotra. Jako członek ruchu ustaszy został za swą działalność polityczną pozbawiony wolności i trafił do obozu koncentracyjnego w Krušćicy koło Travnika. W strukturach marionetkowego Niepodległego Państwa Chorwackiego pełnił funkcję sekretarza stanu. 
W maju 1945 roku udał się na emigrację. W 1951 roku założył w argentyńskim Buenos Aires emigracyjną partię Hrvatska republikanska stranka. W 1962 roku brał udział w powstaniu Chorwackiej Rady Narodowej (chorw. Hrvatsko narodno vijeće).

## Wybrane prace
- Europa u prelomu
- Oslobođenje i sloboda
- Vizija slobode[1]